# Antonio Beato

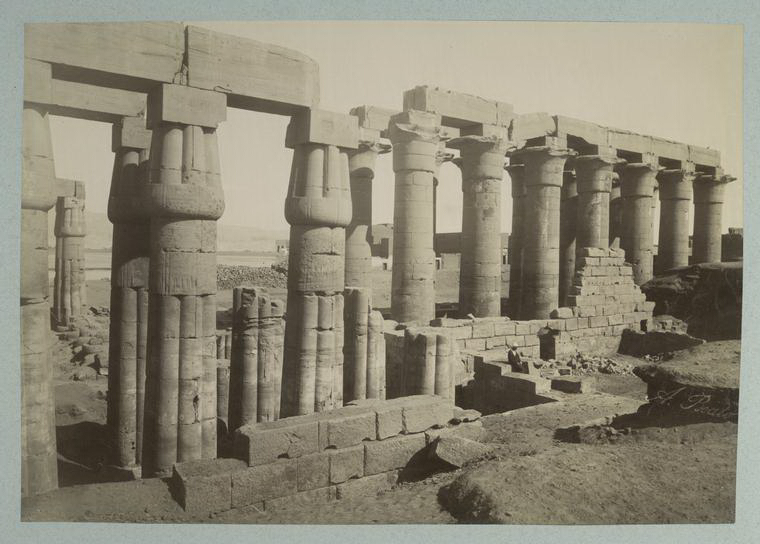
Templo de Amenhotep III en Luxor, Egipto. Fotografía de Antonio Beato, tomada entre 1860 y 1889.

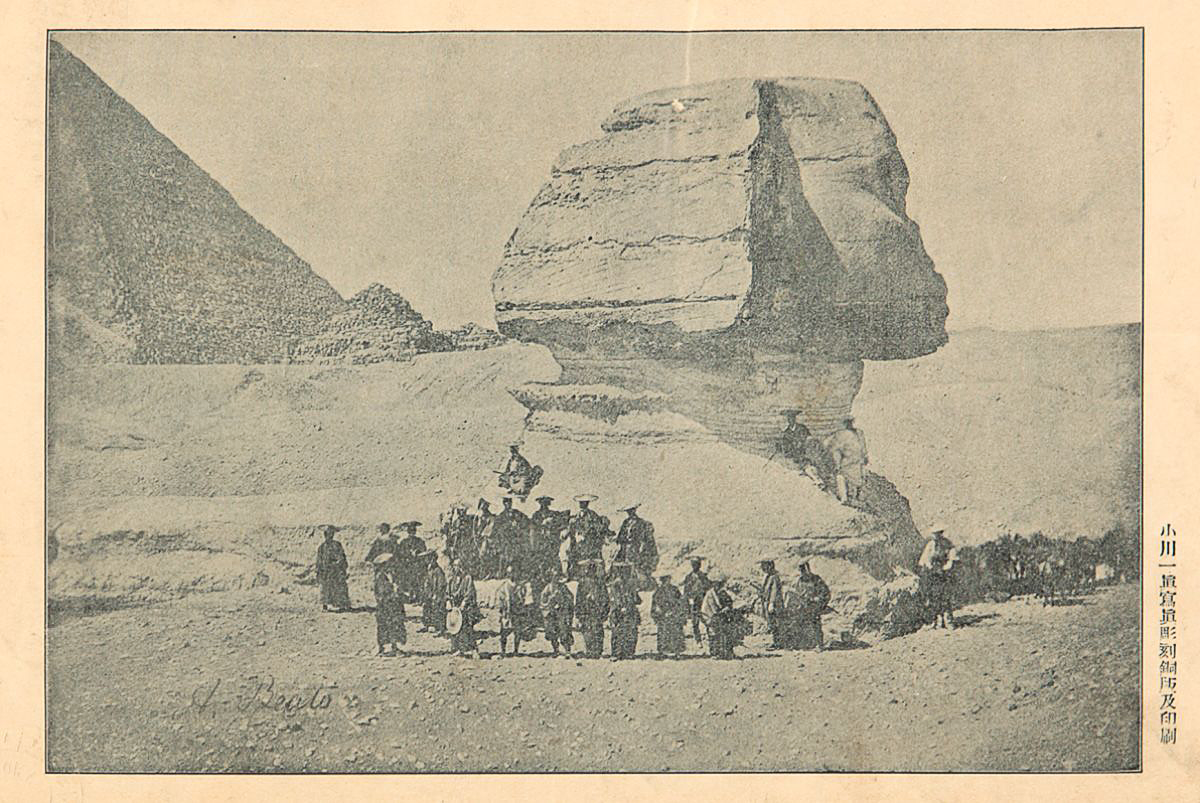
Miembros de la misión japonesa de Ikeda Nagaoki junto a la Gran Esfinge de Guiza, Egipto, 1864.

Antonio Beato (c. 1825 – 1906), también conocido como Antoine Beato, fue un fotógrafo británico de origen italiano. Es conocido por sus trabajos de género, retratos y vistas de la arquitectura y paisajes de Egipto y otros lugares de la región mediterránea. Era hermano de Felice Beato, con quien trabajaba en ocasiones.
No se sabe mucho de los orígenes de Antonio Beato; probablemente nació en territorio veneciano alrededor de 1825 y luego se naturalizó como ciudadano británico. Hay evidencias de que al menos su hermano nació en Corfú, que había sido una posesión veneciana hasta 1814, cuando fue adquirida por el Reino Unido.